# Consummatum est (Gérôme)
Consummatum est, anche noto come Golgota (Golgotha) o Gerusalemme (Jérusalem), è un dipinto realizzato dall'artista francese Jean-Léon Gérôme nel 1867. L'opera oggi è conservata al museo d'Orsay, a Parigi.

## Storia
L'opera venne esposta al Salon di Parigi del 1868 assieme al quadro L'esecuzione del maresciallo Ney. Le due opere sono simili tra loro in quanto non mostrano il momento nel quale avviene l'atto violento del quale sono vittima i protagonisti (la crocifissione di Cristo e la fucilazione di Michel Ney), ma raffigurano gli attimi immediatamente successivi.
Nel 1871, la Goupil & Cie vendette l'opera alla ditta nuovaiorchese Knoedler per una cifra che ammonta circa a 30.000 franchi francesi. Nel 1873, il quadro venne acquistato da Henry N. Smith. Passando da un acquirente all'altro, nel 1990 l'opera venne messa all'asta dalla società Christie's di New York. L'opera venne quindi acquistata dal museo d'Orsay nello stesso anno.

## Descrizione

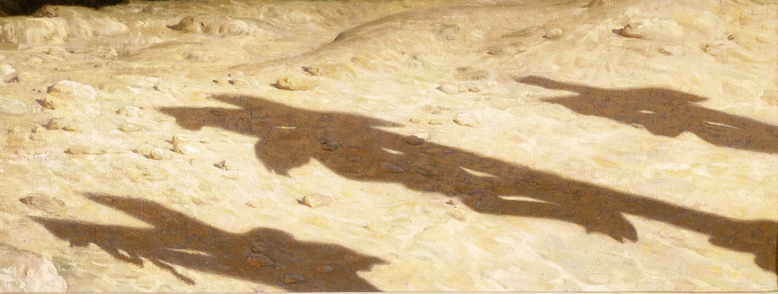
L'ombra delle tre croci in un dettaglio del dipinto.

Il titolo Consummatum est è un'espressione latina che significa "tutto è finito" e che Gesù avrebbe detto sulla Croce prima di morire (vangelo di Giovanni, XIX, 30). L'opera raffigura proprio la crocifissione di Gesù Cristo, anche se quest'ultimo non viene mostrato realmente. Infatti, l'artista romantico ha raffigurato questo celebre tema artistico in modo diverso dal solito, dal momento che si vedono solo le ombre delle tre croci. Il dipinto è strutturato su tre livelli: il primo raffigura il Golgota e l'ombra di Cristo e dei due ladroni crocifissi; il secondo raffigura la folla che dopo aver assistito alla scena ritorna in città attraversando una zona piena di vegetazione; il terzo raffigura Gerusalemme, situata sotto un cielo cupo e buio.
Quest'opera è dunque una rappresentazione originale della crocifissione di Cristo. Quando venne esposto al Salon del 1868, Consummatum est venne criticato pesantemente perché sconcertava gli spettatori dell'epoca in quanto si allontanava molto dall'iconografia tradizionale.
La composizione della tela sconcerta e allo stesso tempo rende partecipe lo spettatore di ciò che sta accadendo, come se egli in quel momento si trovasse sotto le croci, a simboleggiare il suo coinvolgimento a un tale evento.
Il critico d'arte Émile Galichon osservò che "nessuno può vantarsi di avere l'occhio fotografico del signor Gérôme e di possedere, ad un tale livello come il suo, il dono dell'osservazione e la facoltà di tradurre l'impressione ricevuta".